# Evan Ross
Evan Olav Næss, känd professionellt som Evan Ross, född 26 augusti 1988 i Greenwich i Connecticut, är en amerikansk skådespelare och musiker. Han började sin skådespelarkarriär med att spela en roll i dramakomedifilmen ATL (2006) och har sedan dess medverkat i filmer som Pride (2007), Greta - Surviving Summer (även känd som According to Greta) (2009), Mooz-lum (2010), 96 Minutes (2011) och Supremacy (2014) samt The Hunger Games: Mockingjay – Part 1 (2014) och dess uppföljare (2015). 
Ross är son till sångerskan Diana Ross och den norske affärsmannen och bergsbestigaren Arne Næss jr.. Fadern, som avled i en fallolycka efter en bergsklättring i Sydafrika år 2004, var utöver norsk även av tyskt ursprung medan modern är av afroamerikanskt ursprung. Han är sedan 2014 gift med sångerskan Ashlee Simpson och tillsammans har paret dottern Jagger Snow född 2015 och sonen Ziggy Blu född 2020.